# Rozdolne, Nosivka
Rozdolne (în ucraineană Роздольне) este un sat în comuna Selîșce din raionul Nosivka, regiunea Cernihiv, Ucraina.

## Demografie
Componența lingvistică a localității Rozdolne
     Ucraineană (99,1%)
     Alte limbi (0,9%)
Conform recensământului din 2001, majoritatea populației localității Rozdolne era vorbitoare de ucraineană (99,1%), existând în minoritate și vorbitori de alte limbi.